# ستار سوقی
ستار سوقی از شاعران معاصران ایل ترکمن است.

## زندگی‌نامه
او به سال ۱۳۲۵هجری شمسی در روستای صحنهٔ سفلی از توابع شهرستان آق‌قلا چشم به جهان گشود. پدرش استاد قلیچ محمد نیز اهل شعر و ادب بود. مادرش گؤزل نام داشت و بعد از تولد فرزندش چندان عمر نکرد. به همین خاطر ستار سوقی بعدها برای مادرش - که هیچ گاه او را ندیده بود - شعر باغیشلایان انمه را سرود. سوقی در کناره‌های رود گرگان بزرگ شد و درد فقر را چشید. شعر قزیل گرگان ساوچی الهام گرفته از این رود تاریخی است. آوازهٔ نام ساوچی بیشتر به دو علت است: اول اشعار و دیگری شخصیت وی.
وی از هفت سالگی تا شانزده سالگی به اشعاری که پدرش و یکی از خویشاوندانش به نام قربان قلیچ کاکا می‌خواند، به دقت و علاقه گوش داده، اشعار شاعران کلاسیک ترکمن را مطالعه می‌کرده‌است.
لینک تصویر
http://sahnehsofla.blogfa.com/post-8.aspx
http://8pic.ir/images/54864244067128106106.jpg%5Bپیوند+مرده%5D